# Гей Байкърс Он Ейсид
„Гей Байкърс Он Ейсид“ (Gaye Bykers On Acid) е английска психеделична рок група от Лестър, съоснователка на музикалната сцена „гребо“.
По-късно издават както траш пънк, така и денс музика под различни псевдоними.
Групата е сформирана в края на 1984 година от Иън Рейнолдс (Робър) и Иън Хоксли (Мери). Към тях по-късно се присъединяват китаристът и студент по изкуства Тони Хорсфал и барабанистът Кевин Хайд.

## Състав
- Мери Байкър (Иън Гарфилд Хоксли) – вокали
- Тони Хорсфал – китара
- Робър Байкър АКА (Иън Рейнолдс) – бас китара
- Кевин Хайд – барабани
- Рокет Рони (Уилям Самюъл Роналд Мороу) – търнтейбъл

## Дискография

### Албуми
| Година | Заглавие                               | Формат                 | Звукозаписна компания |
| ------ | -------------------------------------- | ---------------------- | --------------------- |
| 1987   | Drill Your Own Hole                    | LP/CS/CD и видео албум | Върджин               |
| 1989   | Stewed to the Gills                    | LP/CS/CD албум         | Върджин               |
| 1989   | GrooveDiveSoapDish                     | LP/CD албум            | Блийд                 |
| 1990   | Cancer Planet Mission                  | LP/CS/CD албум         | Нейкид Брейн          |
| 1990   | Sakredanus (as Rektüm)                 | LP/CS/CD албум         | Пи Ес Ай              |
| 1990   | Pernicious Nonsense (as PFX)           | LP/CS/CD албум         | Нейкид Брейн          |
| 1992   | Gaye Bykers On Acid                    | CD албум               | Рисийвър              |
| 1993   | From The Tomb of the Near Legendary... | CD албум               | Рисийвър              |
| 2001   | Everything's Groovy                    | CD албум               | Чери Ред              |